# دبوسية (فطر)
الدبوسية (الاسم العلمي: Clavicipitaceae) هي فصيلة من الفطريات تتبع رتبة المستلحميات من طائفة السوردارانية.

## أجناس
- الدبوسي